# Насирлі Якуб
Насирлі Якуб (8 листопада 1899, Баку — 11 листопада 1958, Алупка) — туркменський, радянський поет. З 1925 року член КПРС, цього ж року почав друкуватися. Учасник німецько-радянської війни. Перша збірка — «Вірші», вийшов у 1941 році. На фронті написав поеми «Син лейтенанта» (1941), «Мужність» (1942), збірник «Бий ворога» (1943). У збірці «Вірші» (1955) велике місце приділив темам дружби народів і праці радянських людей. Є автором п'єси «Арслан», оповідань, творів для дітей. Переклав на туркменську мову вірші В. В. Маяковського, С. Я. Маршака, Д. Джабаєва, С. Вургуна та інших.